# إسلام جمال (لاعب كرة قدم، مواليد 1989)
إسلام جمال فؤاد عبد الخالق حامد ، لاعب كرة قدم مصري دولي من مواليد 11 مارس 1989 بحي شبرا في القاهرة، لاعب نادي الزمالك الحالي.
بدأ حياته في كرة القدم في نادي الإعلاميين ، ثم ما لبث أن انتقل إلى طلائع الجيش عام 2012 ، لعب في مركز خط الدفاع والوسط. في موسم 2014 أحرز 4 أهداف ما لفت إليه الأنظار وانتقل إلى فريق نادي الزمالك كمدافع بدءًا من موسم 2014-2015 ثم انتقل إلى نادي الإسماعيلي بعدما أحرز هدفًا مميزًا في ناديه السابق (الزمالك) في مباراة بين الإسماعيلي والزمالك كان فيها معارًا من نادي الزمالك إلى الإسماعيلي فتمسك به الاسماعيلي واشتراه وأصبح اللاعب مدافع النادي الإسماعيلي في موسم 2015-2016.

## الإنجازات
الزمالك
- الدوري المصري الممتاز
  - (2015)
- كأس مصر
  - (2016
- كأس السوبر المصري
  - (2016)

## روابط خارجية
- إسلام جمال على موقع قاعدة بيانات كرة القدم.إي يو (الإنجليزية)
- إسلام جمال على موقع كووورة